# Julio César Britos
Julio César Britos Vázquez (Montevideo, Uruguay, 18 de mayo de 1926-27 de marzo de 1998) fue un futbolista uruguayo que jugó en el Club Atlético Peñarol y en el Real Madrid y campeón de la Copa Mundial de Fútbol de 1950.

## Selección nacional
Formó parte del equipo nacional de Uruguay que se proclamó campeón de Mundo en 1950, si bien no llegó a jugar ningún partido en dicho torneo.

### Participaciones en la Copa del Mundo
| Mundial                        | Sede   | Resultado | Partidos | Goles |
| ------------------------------ | ------ | --------- | -------- | ----- |
| Copa Mundial de Fútbol de 1950 | Brasil | Campeón   | 0        | 0     |

### Participaciones enCopa América
| Copa              | Sede    | Resultado | Partidos | Goles |
| ----------------- | ------- | --------- | -------- | ----- |
| Copa América 1947 | Ecuador | 3° lugar  | 6        | 3     |

## Clubes
| Equipo      | País    | Año         |
| ----------- | ------- | ----------- |
| Peñarol     | Uruguay | 1947 - 1953 |
| Real Madrid | España  | 1953 - 1955 |
| Nacional    | Uruguay | 1955 - 1957 |

## Palmarés

### Campeonatos nacionales
| Título              | Equipo      | País    | Año  |
| ------------------- | ----------- | ------- | ---- |
| Campeonato Uruguayo | Peñarol     | Uruguay | 1949 |
| Campeonato Uruguayo | Peñarol     | Uruguay | 1951 |
| Campeonato Uruguayo | Peñarol     | Uruguay | 1953 |
| Liga Española       | Real Madrid | España  | 1954 |

### Campeonatos internacionales
| Título                 | Equipo (*) | Sede   | Año  |
| ---------------------- | ---------- | ------ | ---- |
| Copa Mundial de Fútbol | Uruguay    | Brasil | 1950 |